# Добровольский, Сергей Гавриилович
Сергей Гавриилович Добровольский (род. 18 июля 1950) — учёный-гидролог, климатолог, океанолог, лауреат премии имени Ф. П. Саваренского (2019).

## Биография
В 1972 году окончил географический факультет МГУ.
В 1975 году окончил очную аспирантуру на географическом факультете МГУ.
С 1976 года работает в Институте водных проблем РАН, заведующий лабораторией глобальной гидрологии (с 2014 года).
Участник экспедиций на научно-исследовательских судах «Витязь», «Дмитрий Менделеев», «Академик Вавилов», «Московский Университет», «Бриз» и др. в морях Атлантического, Северного Ледовитого и Тихого океанов.
В 1993 году защитил докторскую диссертацию.
В 1983—1994 гг. — учёный секретарь Советского (Российского) комитета Международной ассоциации гидрологических наук.
В 1994—1996 — приглашенный старший исследователь Отдела гидрологии Годдардского центра космических полетов НАСА (США).
Действительный член РАЕН.
Член Русского географического общества.

## Научная и общественная деятельность
Направления научных исследований: глобальная и региональная гидрология, климатология, океанология.
Автор 7 монографий (одна в соавторстве с М. Н. Истоминой), более 100 научных работ.
Является одним из крупнейших исследователей в области глобальных проблем тепло- и влагообмена, стохастической теории климата, климатических изменений в систем «гидросфера-атмосфера». Впервые выявил механизмы образования крупных аномалий температуры воды и испарения на поверхности океана во внетропичеких акваториях океанов — в зонах субарктических и субантарктического гидрологических фронтов. Продемонстрировал (совместно с Е. С. Ярошем) локальный характер аномалий горизонтального переноса влаги в атмосфере в промежуточном масштабе времени. Выявил стационаризирующую роль испарения/эвапотранспирации с поверхности суши в процессе преобразования осадков в речной сток. Впервые проанализировал закономерности многолетних изменений речного стока в глобальном масштабе. Выявил закон «минус второй степени» в спектрах естественных изменений суммарной массы воды на суше, закон степени «минус одна вторая» зависимости относительной изменчивости (коэффициента вариации) годового стока рек от среднего годового слоя стока. Обнаружил явление «перемежающейся нестационарности» в изменениях многих гидрологических и климатических процессов. Предложил новую систему оценок статистических параметров и параметров стохастических моделей при анализе гидрометеорологических процессов, основанную на новом методе генерирования псевдослучайных гауссовских чисел. Впервые применил модели пороговых блужданий для изучения различных процессов в живой и неживой природе.
Ведет педагогическую деятельность: с 1983 года читал курсы лекций в МГУ, в 1997 г. — в автономном университете Мехико (Мексика), с 2015 г. — в образовательном центре Института водных проблем РАН.
Член ученого и диссертационного советов Института водных проблем РАН, член редколлегии журнала «Водные ресурсы», член Научного совета по водным ресурсам Отделения наук о Земле РАН.

## Награды
- Премия Национального совета научных исследований США (1994).
- Восточно-Европейская премия Европейского Геофизического Союза (1994).
- Премия имени Ф. П. Саваренского (2019) «за выдающиеся труды в области исследования вод суши»: цикл работ в области глобальной гидрологии — монографии «Глобальные изменения речного стока» и «Глобальная гидрология».

## Основные публикации
- Аномалии глобального тепловлагообмена. М.: Советский геофизический комитет, 1991. 128 с.
- Global climatic changes in water and heat transfer-accumulation processes. Amsterdam et al.: Elsevier, 1992. 265 p.
- Stochastic climate theory. Berlin et al.: Springer, 2000. 282 pp.
- Климатические изменения в системе «Гидросфера-атмосфера». М.: Геос, 2002. 232 с.
- Наводнения мира (в соавторстве с М. Н. Истоминой). М.: Геос, 2006. 256 с.
- Глобальные изменения речного стока. М.: Геос, 2011. 660 с.
- Глобальная гидрология. Процессы и прогнозы. М.: Геос, 2017. 526 с.